# Italia en los Juegos Paralímpicos de Seúl 1988
Italia estuvo representada en los Juegos Paralímpicos de Seúl 1988 por un total de 95 deportistas, 69 hombres y 26 mujeres.

## Medallistas
El equipo paralímpico italiano obtuvo las siguientes medallas:
| Nombre                                                               | Deporte                    | Evento                                                         |
| -------------------------------------------------------------------- | -------------------------- | -------------------------------------------------------------- |
| Oro                                                                  |                            |                                                                |
| Italo Sacchetto                                                      | Atletismo                  | Salto de altura B1 masculino                                   |
| Sabrina Bulleri                                                      | Atletismo                  | 100 m 3 femenino                                               |
| Sabrina Bulleri                                                      | Atletismo                  | 200 m 3 femenino                                               |
| Francesca Porcellato                                                 | Atletismo                  | 100 m 2 femenino                                               |
| Francesca Porcellato Milena Balsamo Sabrina Bulleri Tina Varano      | Atletismo                  | 4 × 100 m 2-6 femenino                                         |
| Laura Presutto                                                       | Esgrima en silla de ruedas | Florete individual 4-6 femenino                                |
| Luigi Zonghi                                                         | Esgrima en silla de ruedas | Espada individual 1C-3 masculino                               |
| Luca Pancalli                                                        | Natación                   | 25 m braza 1C masculino                                        |
| Luca Pancalli                                                        | Natación                   | 50 m libre 1C masculino                                        |
| Luca Pancalli                                                        | Natación                   | 100 m libre 1C masculino                                       |
| Alvise De Vidi                                                       | Natación                   | 25 m mariposa 1A masculino                                     |
| Ernesto Giussani                                                     | Natación                   | 50 m espalda 2 masculino                                       |
| Santo Mangano                                                        | Tiro                       | Rifle de aire en dos posiciones con auxiliar 1A-1C masculino   |
| Santo Mangano                                                        | Tiro                       | Rifle de aire en posición tendida con auxiliar 1A-1C masculino |
| Santo Mangano                                                        | Tiro                       | Rifle de aire de rodillas con auxiliar 1A-1C masculino         |
| Gabriele Celegato                                                    | Tiro                       | Pistola de aire 2-6 masculino                                  |
| Plata                                                                |                            |                                                                |
| Rossella Inverni                                                     | Atletismo                  | 800 m B1 femenino                                              |
| Rossella Inverni                                                     | Atletismo                  | 1500 m B1 femenino                                             |
| Francesca Porcellato                                                 | Atletismo                  | 200 m 2 femenino                                               |
| Claudio Costa                                                        | Atletismo                  | 800 m B1 masculino                                             |
| Soriano Ceccanti                                                     | Esgrima en silla de ruedas | Espada individual 1C-3 masculino                               |
| Mariella Bertini                                                     | Esgrima en silla de ruedas | Espada individual 1C-3 femenino                                |
| Mariella Bertini Rossana Giarrizzo Laura Presutto                    | Esgrima en silla de ruedas | Florete por equipos femenino                                   |
| Gianluca Saini                                                       | Natación                   | 100 m libre L6 masculino                                       |
| Gianluca Saini                                                       | Natación                   | 200 m estilos L6 masculino                                     |
| Luca Pancalli                                                        | Natación                   | 25 m espalda 1C masculino                                      |
| Stefano Giovanetti                                                   | Natación                   | 100 m braza A5 masculino                                       |
| Ernesto Giussani                                                     | Natación                   | 100 m estilos 2 masculino                                      |
| Rita Pieri                                                           | Tiro                       | Rifle de aire de rodillas 2-6 femenino                         |
| Fabio Amadi Giuseppe Gabelli Giuliano Koten Orazio Pizzorni          | Tiro con arco              | Doble ronda FITA por equipos 2-6 femenino                      |
| Walter Monti                                                         | Yudo                       | +95 kg masculino                                               |
| Bronce                                                               |                            |                                                                |
| Rossella Inverni                                                     | Atletismo                  | 100 m B1 femenino                                              |
| Rossella Inverni                                                     | Atletismo                  | 400 m B1 femenino                                              |
| Francesca Porcellato Milena Balsamo Sabrina Bulleri Cinzia Pozzoboni | Atletismo                  | 4 × 200 m 2-6 femenino                                         |
| Francesca Porcellato Milena Balsamo Cinzia Pozzoboni Tina Varano     | Atletismo                  | 4 × 400 m 2-6 femenino                                         |
| Carmelo Addaris                                                      | Atletismo                  | 5000 m 1C masculino                                            |
| Carmelo Addaris                                                      | Atletismo                  | Eslalon masculino                                              |
| Aldo Manganaro                                                       | Atletismo                  | 100 m B3 masculino                                             |
| Claudio Costa                                                        | Atletismo                  | 400 m B1 masculino                                             |
| Giovanni Loiacono                                                    | Atletismo                  | Disco C5 masculino                                             |
| Paolo D'Agostini                                                     | Atletismo                  | Maza 1A masculino                                              |
| Renato Misurini                                                      | Atletismo                  | Pentatlón 3 masculino                                          |
| Alessandro Kuris                                                     | Atletismo                  | Pentatlón A4A9 masculino                                       |
| Alvise De Vidi Carmelo Addaris Gennaro Misto Rodolfo Rossi           | Atletismo                  | 4 × 100 m 1A-1C masculino                                      |
| Rossana Giarrizzo                                                    | Esgrima en silla de ruedas | Florete individual 4-6 femenino                                |
| Giuseppe Alfieri Soriano Ceccanti Umberto Mastrofini Luigi Zonghi    | Esgrima en silla de ruedas | Florete por equipos masculino                                  |
| Soriano Ceccanti Ernesto Lerre Carlo Loa Luigi Zonghi                | Esgrima en silla de ruedas | Espada por equipos masculino                                   |
| Giuseppe Alfieri Ernesto Lerre Umberto Mastrofini Pierino Scarsella  | Esgrima en silla de ruedas | Sable por equipos masculino                                    |
| Maurizio Galliani                                                    | Natación                   | 50 m libre 1A masculino                                        |
| Maurizio Galliani                                                    | Natación                   | 100 m libre 1A masculino                                       |
| Ernesto Giussani                                                     | Natación                   | 50 m braza 2 masculino                                         |
| Ernesto Giussani                                                     | Natación                   | 200 m libre 2 masculino                                        |
| Stefano Giovanetti                                                   | Natación                   | 100 m libre A5 masculino                                       |
| Corrado Daglio                                                       | Natación                   | 100 m espalda B1 masculino                                     |
| Alessandro Pisetta                                                   | Natación                   | 100 m espalda L6 masculino                                     |
| Gianluca Saini                                                       | Natación                   | 400 m libre L6 masculino                                       |
| Luca Pancalli Maurizio Galliani Franco Scotto                        | Natación                   | 3 × 25 m libre 1A-1C masculino                                 |
| Paola Fantato                                                        | Tiro con arco              | Doble ronda FITA 2-6 femenino                                  |